# Robotron
Robotron était un combinat de la République démocratique allemande doté du statut « d'entreprise populaire » (allemand : Volkseigener Betrieb, abrégé en VEB) ; son nom provient de l'association des mots « robot » (allemand : Roboter) et « électronique » (allemand : Elektronik). La société était spécialisée dans les machines de bureau, l'informatique, l'électronique ; elle développa également des standards réseau, comme Rolanet (Robotron Local Area Network).

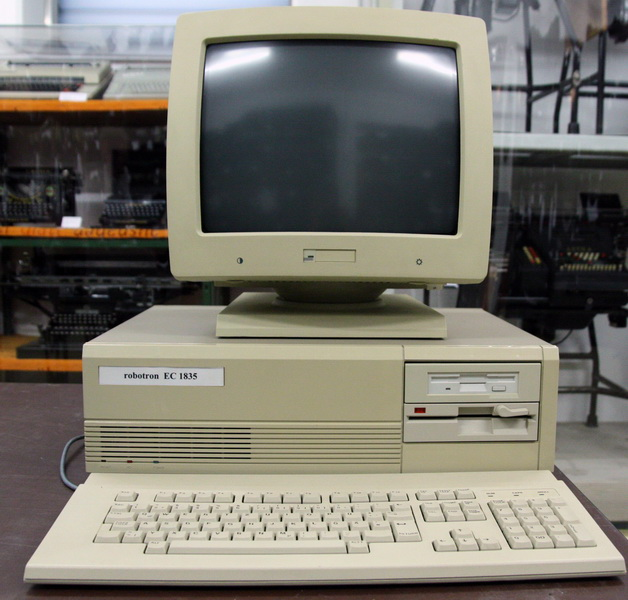
L'EC 1835-C est un ordinateur compatible IBM-PC fabriqué par le combinat Robotron de Karl-Marx-Stadt de 1984 à 1990.

L'entreprise, dont le siège se trouvait à Dresde, disposait de nombreuses succursales dans d'autres villes d'Allemagne de l'Est (Berlin, Weimar, Sömmerda, Karl-Marx-Stadt, Erfurt, Radeberg, Zella-Mehlis, etc.) et dans plusieurs pays du bloc soviétique et du bloc occidental ; en 1989, l'entreprise comptait plus de 67 000 employés. Elle eut une influence déterminante sur l'histoire de l'informatique en Allemagne de l'Est. 
Le combinat fut liquidé le 30 juin 1990, et ses divisions furent séparées en entités individuelles ; en 1991, ces établissements avaient été soit fermés, soit associés (coentreprise) à de grandes sociétés occidentales (IBM, SAP, Siemens), soit transformés en petites entreprises autonomes.

## Machines à écrire
Robotron à exporté les machines à écrire de la marque Erika, produite par Seidel & Naumann.